# 세로라르고 FC
세로라르고 FC(Cerro Largo F.C.)는 우루과이 멜로를 연고로 하는 축구 클럽이다. 이 팀은 2002년 11월 19일에 창단되었다. 현재는 우루과이 프리메라 디비시온에 참가하고 있다.

## 선수 명단

### 현역
참고: FIFA 자격 규정에 따라 소속된 국가대표팀 국기를 표시합니다. 선수는 복수의 FIFA 비회원국 국적을 가지고 있을 수 있습니다.
| 번호 | 포지션 | 국적     | 이름                |
| ---- | ------ | -------- | ------------------- |
| 5    | MF     |          | 알란 레오넬 디 피파 |
| 10   | FW     | 우루과이 | 파쿤도 누녜스       |

| 번호 | 포지션 | 국적 | 이름        |
| ---- | ------ | ---- | ----------- |
| 24   | GK     |      | 지노 산틸리 |